# Palazzo Civitaretenga
Il Palazzo Civitaretenga è un edificio di valore storico e architettonico di Napoli, sito nel quartiere Chiaia.
Su questo palazzo si posseggono poche notizie storiche. L'aspetto decorativo della facciata fa però intuire un'erezione settecentesca. Il Catasto provvisorio, voluto dal re Gioacchino Murat e pubblicato tra il 1815 e il 1820, lo indica come una proprietà di Vincenzo Grimaldi del Pezzo (1763-1835), marchese di Civitaretenga. Nel 1834 sua figlia Luisa, ultima erede della famiglia, si sposò con Giovanni Giuseppe Torre. Il figlio maschio della coppia, Salvatore Torre (1843-1903), ereditò quindi i titoli nobiliari e anche questo palazzo.
Il palazzo si presenta come una costruzione di tre piani dalla pianta similare a una L e dalle sobrie linee con alla base il portale in piperno avvolto, come le cornici delle finestre del primo piano, da fregi in stucco in stile rococò. Di pregio è anche la scala aperta settecentesca dall'unica arcata ribassata per livello (ognuna delle quali è chiusa da una vetrata) situata sul lato destro del cortile. Inoltre possiede un giardino storico che è stato ridotto verso la fine del XIX secolo dall'apertura del Corso Vittorio Emanuele.
Adibito ad abitazioni private gode di una condizione manutentiva eccellente.